# Maršíkov (zámek)
Bývalý zámek Maršíkov stojí ve vesnici Maršíkov, po administrativní stránce spadající pod Velké Losiny, v okrese Šumperk. Po necitlivé přestavbě již zámeckou budovu nepřipomíná.

## Historie
První písemná zmínka o Maršíkově pochází z roku 1351 a od roku 1569 tvořila součást velkolosinského panství. Okolo roku 1600 byla začleněna do nově vzniklého vízmberského panství, jehož centrum se nacházelo na zámku v dnešní Loučné. Někdy v této době pak vznikl i maršíkovský dvůr, jehož majiteli byli Jan Jetřich a Přemek II. ze Žerotína. Jelikož vízmberský zámek v této době ještě nebyl dostavěn, došlo k úpravě části dvora do podoby zámečku, který sloužil k dočasným pobytům majitelů panství. V majetku Žerotínů zůstal do roku 1770, kdy jej od Jana Karla ze Žerotína odkoupil opat kláštera na Velehradě Filip Zuri. Po zrušení kláštera v roce 1784 přešel do rukou Náboženského fondu a ten jej v roce 1786 zrušil a půdu rozparceloval. Zámeček byl upraven na hostinec, který zůstal v provozu do 50. let 20. století. Od té doby je bývalý zámeček nevyužívaný.